# 岡山臨港鉄道
岡山臨港鉄道（おかやまりんこうてつどう）は、かつて岡山県岡山市の大元駅と岡山港駅を結んでいた鉄道路線。岡山臨海鉄道（おかやまりんかいてつどう）とも呼ばれていた。1951年（昭和26年）8月1日に鉄道運輸事業を開始し、1984年（昭和59年）12月30日に廃止された。

## 概要
太平洋戦争末期、国有地であった干拓前の旧堤防を活用して宇野線と岡南地区の軍需工場を結ぶ鉄道線が着工された。本来は専用鉄道規程に基づく専用鉄道（延長3キロ以上の専用線）であるものの、官庁手続きが簡便な側線と見なすことで着工を迅速化する戦時特例の特殊専用側線制度が利用された。工事は終戦で中断し一時放置されたが、岡南地区にあった汽車製造岡山製作所の資材・製品車両搬出用として工事を再開し、1947年（昭和22年）に開通。国鉄広島鉄道局岡山管理部が運行管理を所管し、岡山駅から国鉄の客車列車が1日1往復した。
1950年（昭和25年）、岡山製作所を閉鎖し専用線の運行を取りやめることになった汽車製造は、同年11月17日に同線の地方鉄道免許を取得。翌1951年（昭和26年）4月1日、汽車製造などの沿線企業と岡山県、岡山市を株主とする岡山臨港鉄道株式会社が設立され、同年8月1日から運行を始めた。
開業当初は機械式ディーゼル機関車1両、タンク式蒸気機関車1両、国鉄払い下げ気動車（旧中国鉄道買収車）2両、貨車2両の合わせて6両が在籍。開業翌年の1952年度には工場通勤者を中心に年間65万4000人が利用した。さらに高度成長期には沿線が急激に都市化したことで、開業時と逆に沿線から岡山市街地に向かう通勤通学客の足となった。自転車利用の多い土地柄を反映し、岡山市中心部の南端にあたる大元駅から自転車で市街地の勤務先や学校に向かう需要が多かったため、車内への自転車持ち込みを認めて「自転車券」を発行した。
1968年度には、貨物輸送実績が最高の年間29万2000トンに達したものの、旅客輸送実績は沿線のバス路線拡充のあおりを受けて40万人を割り込んだ。その後も旅客輸送の落ち込みに歯止めがかからなかったため、1973年（昭和48年）には旅客列車を朝晩のみの1日4往復に大削減し、岡南元町 - 岡山港間の旅客列車運行も廃止した。岡山芳泉高校の開校（1974年）を受けて1975年（昭和50年）に12往復まで一時増やしたものの、1978年（昭和53年）に再び削減。さらに1970年代後半から貨物輸送実績も年間数万トン程度にまで減少したことから、会社は倉庫業、石油製品販売業、不動産業などの他業種に進出して経営を多角化し、1979年度には年間売上高に占める鉄道事業の割合は36%にまで縮小した。
1983年（昭和58年）、岡山市が策定した「岡山市交通基本計画」の原案に「岡山電気軌道の路面電車との相互乗り入れ」案が挙げられ、鉄道事業の存続を図る動きもあったが、非現実的として本計画への盛り込みは見送られた。また会社側は国鉄に対し、宇野線岡山 - 大元間の乗り入れ運転を求めていたが、実現しなかった。
貨物ヤード方式を廃止し、全国の貨物取扱駅を半減した1984年（昭和59年）2月1日の国鉄ダイヤ改正の影響で鉄道の存続が困難になり、同年12月29日を最後に列車運行を休止。翌12月30日付で廃止された。開業から廃止までの34年間の累計輸送実績は貨物564万トン、旅客1,262万人だった。

## 歴史

### 開業以前
太平洋戦争中に倉敷絹織（現・クラレ）が岡南地区で工場の操業をはじめ、物資や従業員の輸送が必要になったため、特殊専用側線制度を利用して宇野線から工場に通じる側線の敷設をはじめた。
- 1944年（昭和19年） 戦時中、岡南地区にある工場を結ぶ側線の工事がはじまるが途中で中断。
- 戦後、汽車製造岡山製作所の専用線として工事を再開。
- 1947年（昭和22年）2月 大元 - 沖福島間が完成し、国鉄車両による貨物輸送開始。

### 鉄道営業時代
路線を利用していた汽車製造岡山製作所が閉鎖されたのに伴い、同社などの沿線企業と岡山県、岡山市などが出資して、路線の運営を継承する岡山臨港鐵道株式会社が設立された。
- 1951年（昭和26年）
  - 4月2日 岡山臨港鐵道株式会社を設立。
  - 8月1日 臨港線が開業。大元 - 岡山港間の旅客運転を開始。
- 1973年（昭和48年）1月1日 旅客列車本数を朝晩の1日4往復に大削減。岡南元町 - 岡山港間の旅客列車を廃止し同区間は貨物専用線となった。旅客運転は大元 - 岡南元町 6.6km に縮小。
- 1975年（昭和50年）8月 岡山芳泉高校の通学輸送のため旅客列車本数を1日12往復に拡充。
- 1983年（昭和58年） 旅客輸送が開業時の3分の1以下の19万人程度にまで落ち込んだ。
- 1984年（昭和59年）
  - 2月1日 国鉄のダイヤ改正で貨物ヤード方式の一般貨物列車を廃止。臨港線内の貨物輸送量も激減。
  - 12月29日 列車の運行を終了[2]。
  - 12月30日 鉄道事業を廃止[2]。

### 鉄道廃止後
路線跡地の大部分が岡山市に無償譲渡され、大元 - 岡南泉田間は遊歩道に、 岡南泉田 - 岡南福田間は市道に転用。岡南福田以南は宅地などに転用されている。
- 1990年代 JR大元駅一帯の立体化工事が行われ、同駅に残っていた岡山臨港鉄道の痕跡は完全に消滅した。
- 2001年（平成13年） 商号を株式会社岡山臨港に変更。
- 2004年（平成16年） 岡山県および岡山市が出資を引き揚げ、株式がクラレ、同和鉱業、大建工業の3社に譲渡されて純民間企業となる。

## 路線

### 路線データ
- 区間・路線距離（営業キロ）: 大元 - 岡山港間 8.1km （大元 - 岡南元町間は 6.6km）
- 軌間 : 1067mm
- 複線区間 : なし（全線単線）
- 電化区間 : なし（全線非電化）
- 閉塞方式 : スタフ閉塞

### 駅一覧
全駅岡山県岡山市に所在。
| 駅名           | 駅間 営業キロ | 累計 営業キロ | 接続路線・備考                                           | 現所在地 |
| -------------- | ------------- | ------------- | -------------------------------------------------------- | -------- |
| 大元駅         | -             | 0.0           | 国鉄（現・西日本旅客鉄道）宇野線                         | 北区     |
| 岡南新保駅     | 1.4           | 1.4           | 臨港新保駅から1960年に岡南新保駅と改称                   | 南区     |
| （泉田倉庫駅） | -             | -             | 貨物駅                                                   | 南区     |
| 岡南泉田駅     | 1.0           | 2.4           | 臨港泉田駅から1960年に岡南泉田駅と改称                   | 南区     |
| （福田倉庫駅） | -             | -             | 貨物駅                                                   | 南区     |
| 岡南福田駅     | 2.0           | 4.4           | 臨港福田駅から1960年に岡南福田駅と改称                   | 南区     |
| 並木町駅       | 1.7           | 6.1           | 臨港藤田駅→岡南藤田駅→並木町駅と改称                     | 南区     |
| 岡南元町駅     | 0.5           | 6.6           |                                                          | 南区     |
| 南岡山駅       | 0.3           | 6.9           | 汽車会社前駅から1960年に南岡山駅と改称、1968年から貨物駅 | 南区     |
| 岡山港駅       | 1.2           | 8.1           | 1973年から貨物駅                                         | 南区     |

### 沿線
大元駅から直線で約3km南下し、岡南泉田 - 岡南福田間で半径400mの左曲線を介して南東に向かう路線である。岡南泉田付近から南部の路線は、明治時代から昭和時代にかけて行われた児島湾干拓事業で、国有地のまま内陸に残された旧堤防跡地を利用して敷設された。

### 岡山駅への乗り入れ計画
旅客列車の岡山駅乗り入れへの動きは、瀬戸大橋建設にあたり岡山県南部の交通体系を見直す動きが盛んとなった1975年から見え始めた。乗り入れ計画の概略は、岡山臨港鉄道の気動車を全便、岡山駅に片乗り入れし、乗務員は大元駅で交代せずに引き続き岡山駅に乗り入れるとした。乗り入れに必要となる車両は、国鉄から中古車を6両譲り受け、全般検査も国鉄で行うとした。また、プラットフォームの延長、客車留置線の延長、運転保安設備 (CTC) の整備も行うとした。さらに岡南泉田駅を改修し、当時13往復の旅客ダイヤを平均26往復30分間隔とする計画もあった。これらの計画は、岡山臨港鉄道単独では実現不可能であり、岡山県と岡山市に資金援助を前提とした。この構想は1979年12月の岡山市議会でも取り上げられ、1980年2月13日に国鉄との話し合いが行われたが、実現には至らなかった。

## 車両

### 気動車
同線で使用された気動車は合計8両ある。開業当初は、キハ3001、キハ3002の2両の機械式ディーゼル動車が使用された。その後、他のローカル私鉄で走っていた車両を相次いで購入した。初期の色はアズキ色とベージュ色のツートンカラーで、その後、車体裾部に白帯を配したオレンジ色とベージュ色を経て、末期は車体窓下に水色の帯が追加された。

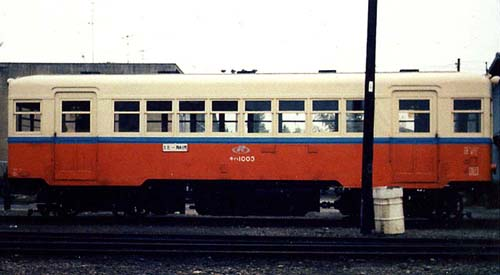
全長12mのキハ1003の側面（1984年、南岡山駅）

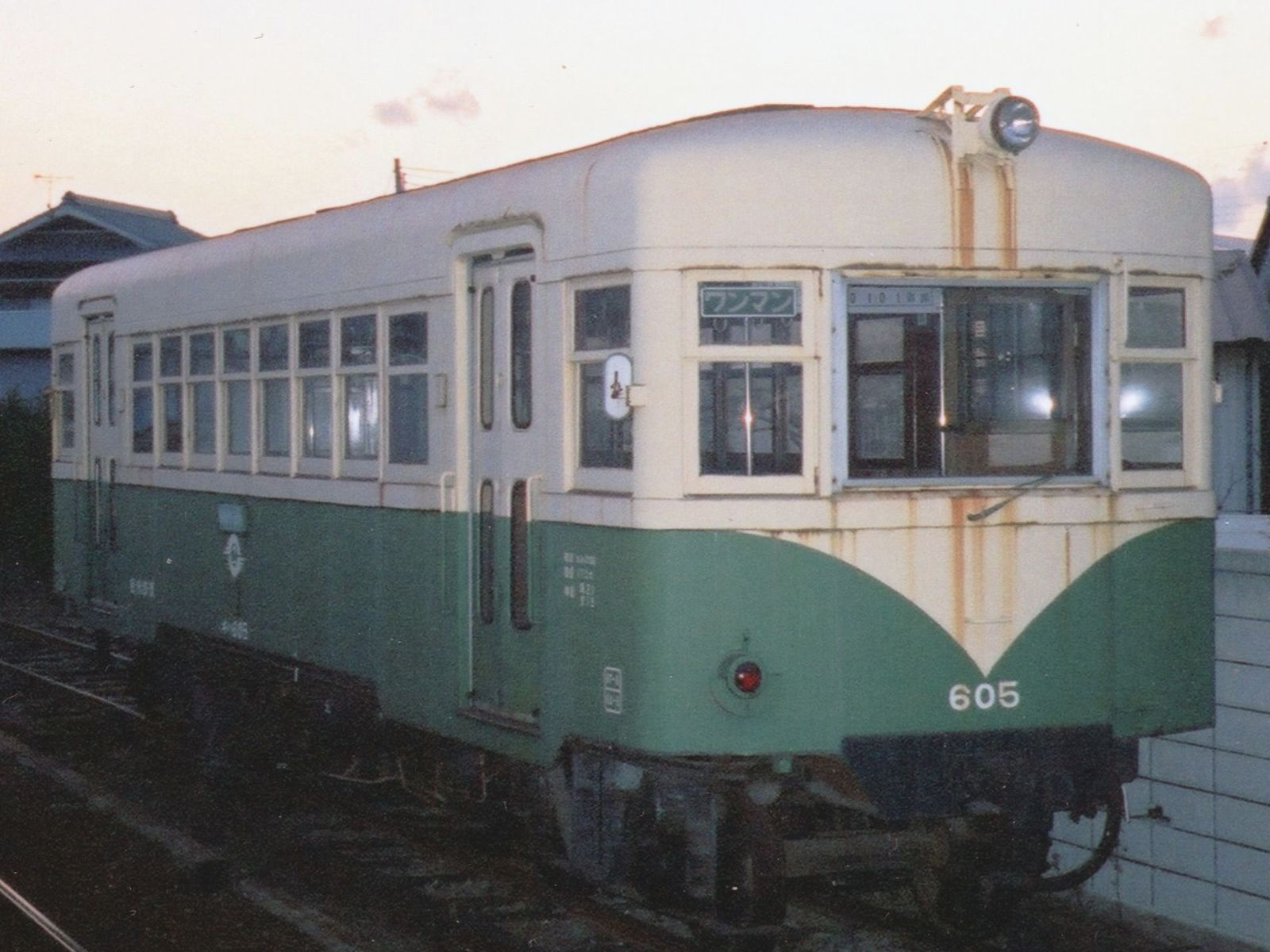
改造後の紀州鉄道キハ605

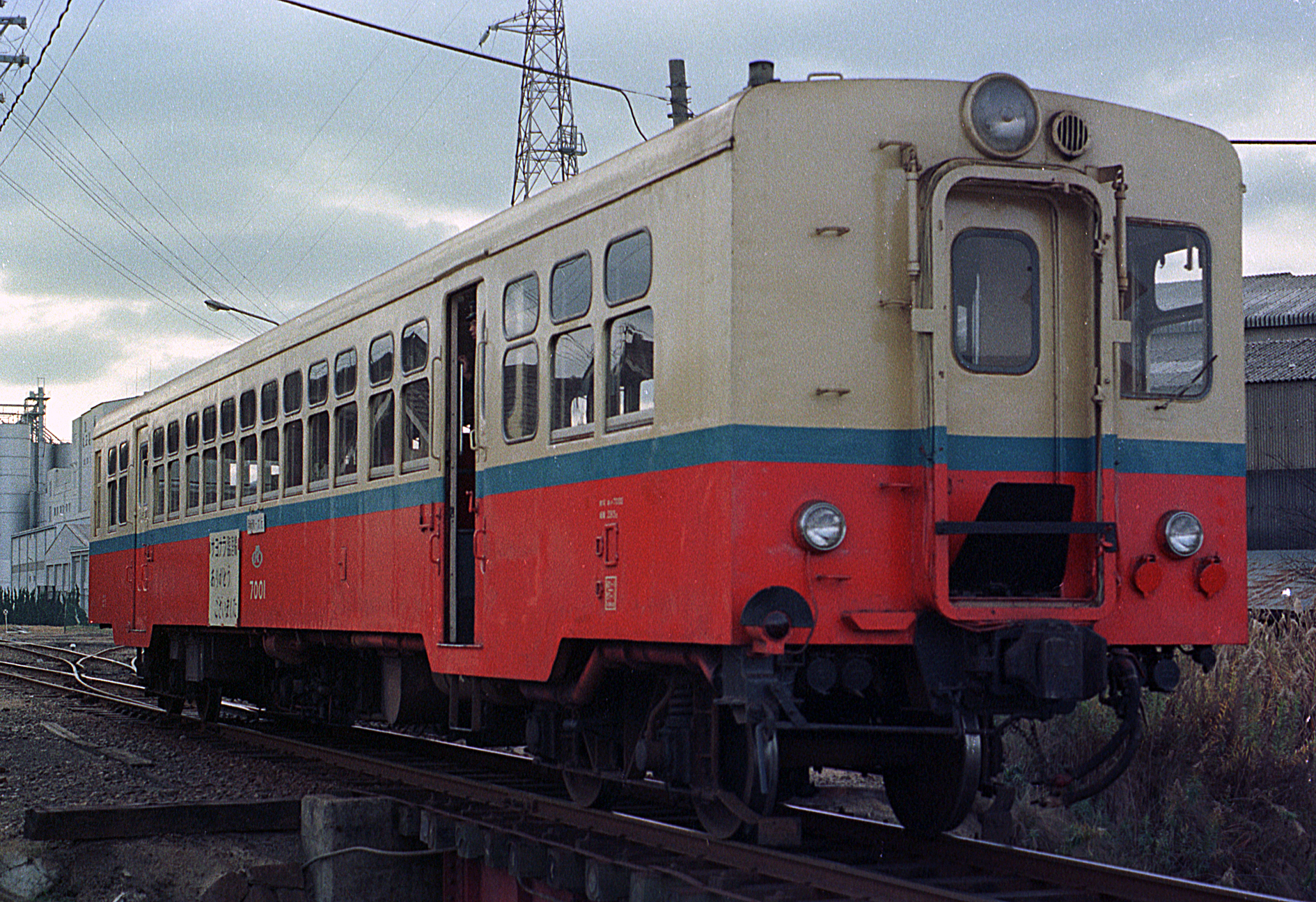
キハ7001（1984年）

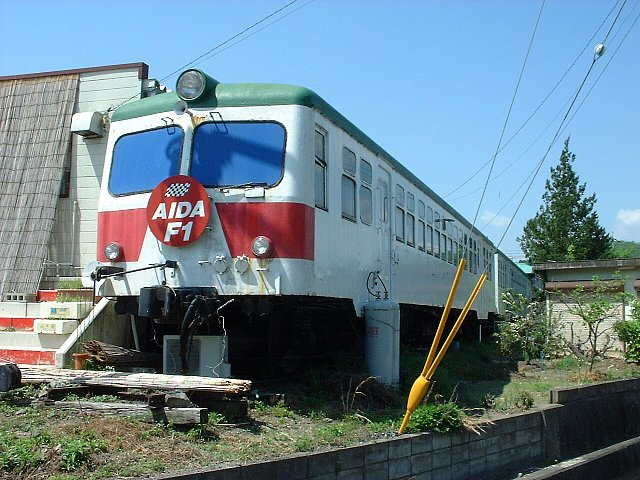
美作市で保存されていた頃のキハ7001（手前）とキハ7002

キハ3001、3002
開業時に購入した旧中国鉄道（のち国鉄津山線・吉備線）の機械式気動車。キハ3001は1937年に鉄道省キハ41000形と同一車体を持つ中国鉄道キハニ200として、キハ3002は1933年に中国鉄道キハニ140としてともに加藤製作所で製造されたガソリンカーで、国鉄廃車後、幡生工機部内にあった広島鉄道局関連企業の中国工業でディーゼル動車に改造整備されたものを購入した。キハ5001、キハ5002の購入で1970年にキハ3002が、キハ7001 - 7003の購入で1978年にキハ3001がそれぞれ廃車された。
キハ1003
1959年に購入した機械式ディーゼル動車で、元常磐炭礦キハ21。1951年3月10日に宇都宮車両で製造された。当時の常磐炭礦に内燃動車操縦者免許の取得者がいなかったため、使用開始は1952年1月12日にずれ込み、この日を新製日としている資料が多い。宇都宮車両特有の張り上げ屋根を持つ全長12.2メートルの車両で、常磐炭礦が売却されたため用途廃止となったあと、汽車製造東京支店で歯数比変更、室内照明の蛍光灯化工事を受けた。当時臨港鉄道では国鉄キハ05形の払い下げを受ける予定だったが実現しなかったため、代替車両として購入した。
臨港鉄道末期は休車状態が続いていたが、レールバス並みの小型車であることから、1984年の廃止直前に紀州鉄道が購入してキハ605に改称した。前面の4枚窓の中央2枚を大型1枚窓に、ドアをバス用の折戸に改造したため原型を失った。予備車扱いで一度も営業運転につかないまま、2000年にふるさと鉄道保存協会（現・鉄道郵便車保存会）に譲渡され、有田鉄道（2002年廃止）金屋口駅構内で保存された。有田鉄道の車籍は元からなく、同鉄道で営業運転を行ったことはなかった。
2015年、同協会から民間業者に譲渡されて富山県高岡市に運ばれ、中央の大型1枚窓部分を元の2枚窓風に再改造。2017年に石川県珠洲市で開かれた「奥能登国際芸術祭」でのと鉄道旧能登線鵜飼駅に展示されたあと、2020年に岐阜県羽島市の社会福祉法人が運営する生活介護事業所敷地内で保存された。
キハ5001、5002
1970年に購入した元江若鉄道キニ12、キニ13。1937年に日本車両で製造された機械式ガソリンカーで、いわゆる「びわこ」スタイルと呼ばれる当時の日車製私鉄向け流線型気動車の代表的な車両として知られた。戦後ディーゼル動車に改造され、1969年の江若鉄道廃止後、キニ12がキハ5001、キニ13がキハ5002として入線した。キハ5001は江若時代の1960年に大鉄車輌工業で前面窓をHゴム固定化するなどの大規模な更新工事が行われて独特の外観となっており、「宇宙人顔」などと形容された。
旅客列車の削減でキハ5002は1980年に廃車された。キハ5001は臨港鉄道廃止まで使用されたあと、岡山旭川荘厚生専門学院（岡山市祇園、当時）の敷地内で保存されていたが、解体され現存しない。
キハ7001 - 7003
1978年に購入した元水島臨海鉄道キハ303、304、301。元は新潟鐵工所で1955年に製造された夕張鉄道キハ252、キハ253および1958年に製造された夕張鉄道キハ301。岡山臨港鉄道初の液体式・総括制御式気動車で、湘南型2枚窓の正面上部から突き出た警笛と、夕張鉄道時代に切妻の後部連結面に増設された運転台が特徴だった。
水島臨海鉄道で当時進めていた国鉄キハ10形の大量導入で余剰となり入線した。 列車本数が削減された末期の主力車両として活躍し、朝夕のラッシュ時には2連で運行された。
臨港鉄道廃止後、キハ7001、7002が2012年まで岡山県美作市の特産品販売所施設として利用された。このうちキハ7001の前頭部が2013年、岡山臨港鉄道時代の塗装に戻されて柵原ふれあい鉱山公園内で保存された。キハ7003は旧岡南元町駅に近いちどり保育園（岡山市南区千鳥町）敷地内の図書館として利用されている。臨港鉄道時代の塗色を保っているが、全ての側窓がいったん撤去改造されており原型をとどめていない。

### ディーゼル機関車

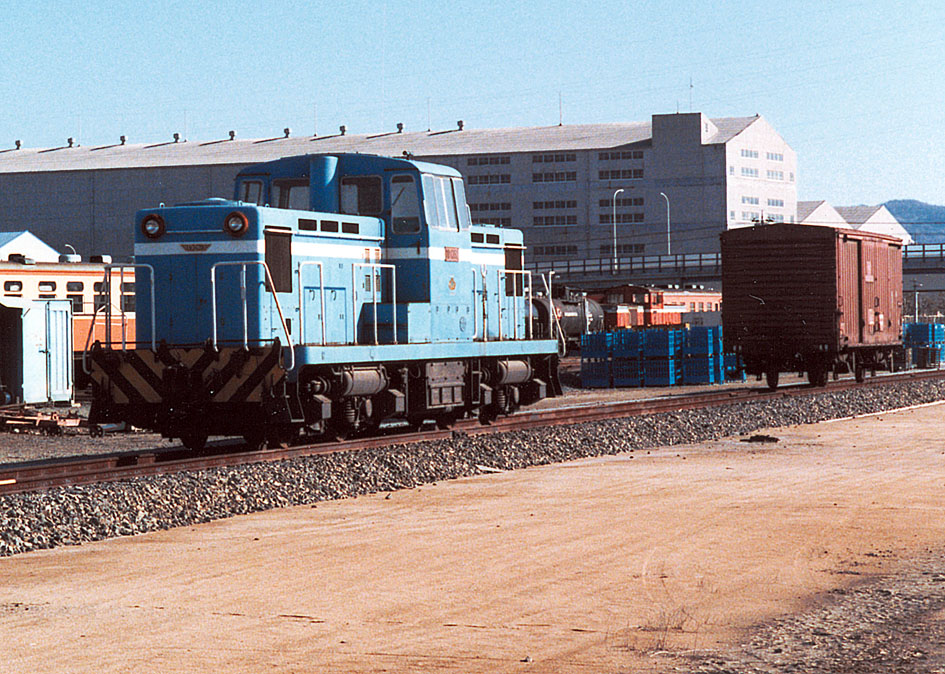
鉄道廃止後、部品取り用車として水島臨海鉄道に売却されたDD1352

貨物列車牽引用に2両の 国鉄DD13同型機、入れ替え用に3両の小型ディーゼル機関車が使用された。1970年代末には朝晩に30両程度の長編成の貨物列車を走らせていたが、末期には短くなった。機関車塗色の水色は「臨港色」と呼ばれ、現在の岡山臨港でもトラックなどの塗色として継承している。
101 - 103
101は1951年汽車製造で新製（製造番号2718）した20トンの2軸凸形の機械式ディーゼル機関車。102は1953年汽車製造新製（製造番号2722）の増備車でTC2形トルコン付きの液体式。運転台が岡山港寄りのL形に変わった。103は1957年の汽車製造新製（製造番号2780）の増備車で、102と同型だがジャック軸が廃止されロッドがない。102が岡山臨港本社で保存されている。
DD1351（←105）
岡山臨港鉄道が国鉄DD13形の同型機として1961年に汽車製造で新製（製造番号2862）した液体式ディーゼル機関車で当初の形式は105。のちDD1352入線時に改番した。
DD1352

江若鉄道が国鉄DD13形同型機として1962年に汽車製造で新製（製造番号2928）した液体式ディーゼル機関車。江若時代と同番号で1970年に購入。臨港鉄道廃止後は部品取り用車として水島臨海鉄道に売却した。

### 蒸気機関車
開業当初の車両不足を補うため、大株主の1社である藤田興業（のち同和鉱業片上鉄道事業所）からタンク式蒸気機関車を購入した。
7
元藤田興業7号蒸気機関車。北海道炭礦鉄道48として1898年に米ボールドウィン社で新製した車軸配置2-6-2(1C1)形タンク機関車。のち鉄道省3061となり藤田興業を経て入線。101の予備機として購入したが、状態が良くなかったため、102の増備にあわせて1953年に廃車された。

### 客車
藤田興業から借り入れまたは購入した元気動車の客車2両が在籍した。
フハ102
1951年11月に藤田興業から借り入れ。1931年に藤田興業線柵原開業に合わせて日本車輌で製造された両荷台付き機械式ガソリンカーのキハニ102が前身で、1948年にエンジンを外し、国鉄多度津工機部で台枠補強および自連交換工事を行って客車化された。1954年にフハ301と入れ替わりに藤田興業に返却されたあと、和歌山鉄道（現・和歌山電鐵貴志川線）に売却されてクハ801となった。
フハ301
1954年11月に藤田興業から購入。1931年に藤田興業が増備した日本車輌製の両荷台付き機械式ガソリンカーキハ111が前身で、戦時中に代燃ガス発生炉を取り付けた時期がある。戦後エンジンを外して客車化（フハ111）し、臨港鉄道入線時に改番した。1968年1月に廃車。

## 路線跡

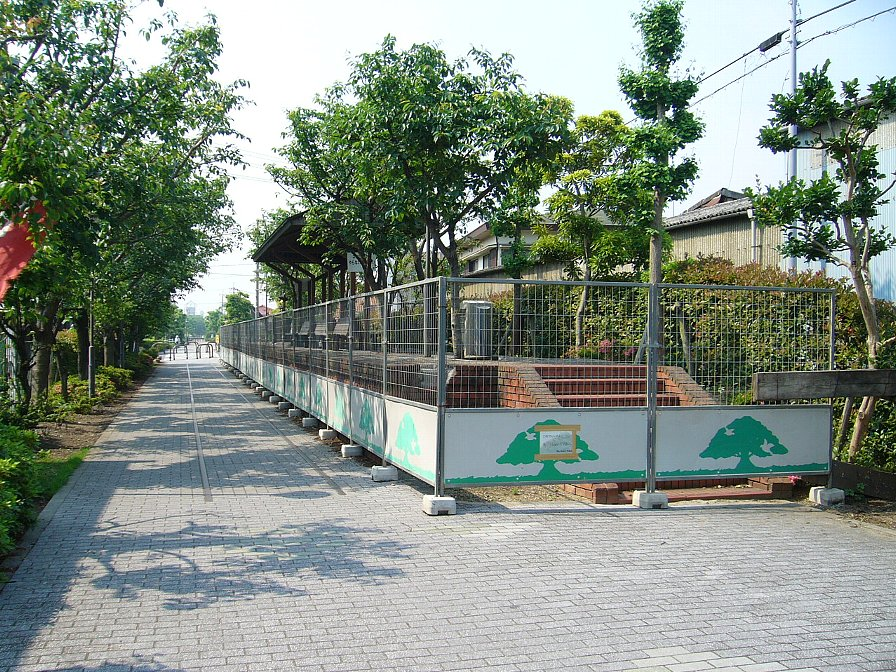
岡南新保駅跡

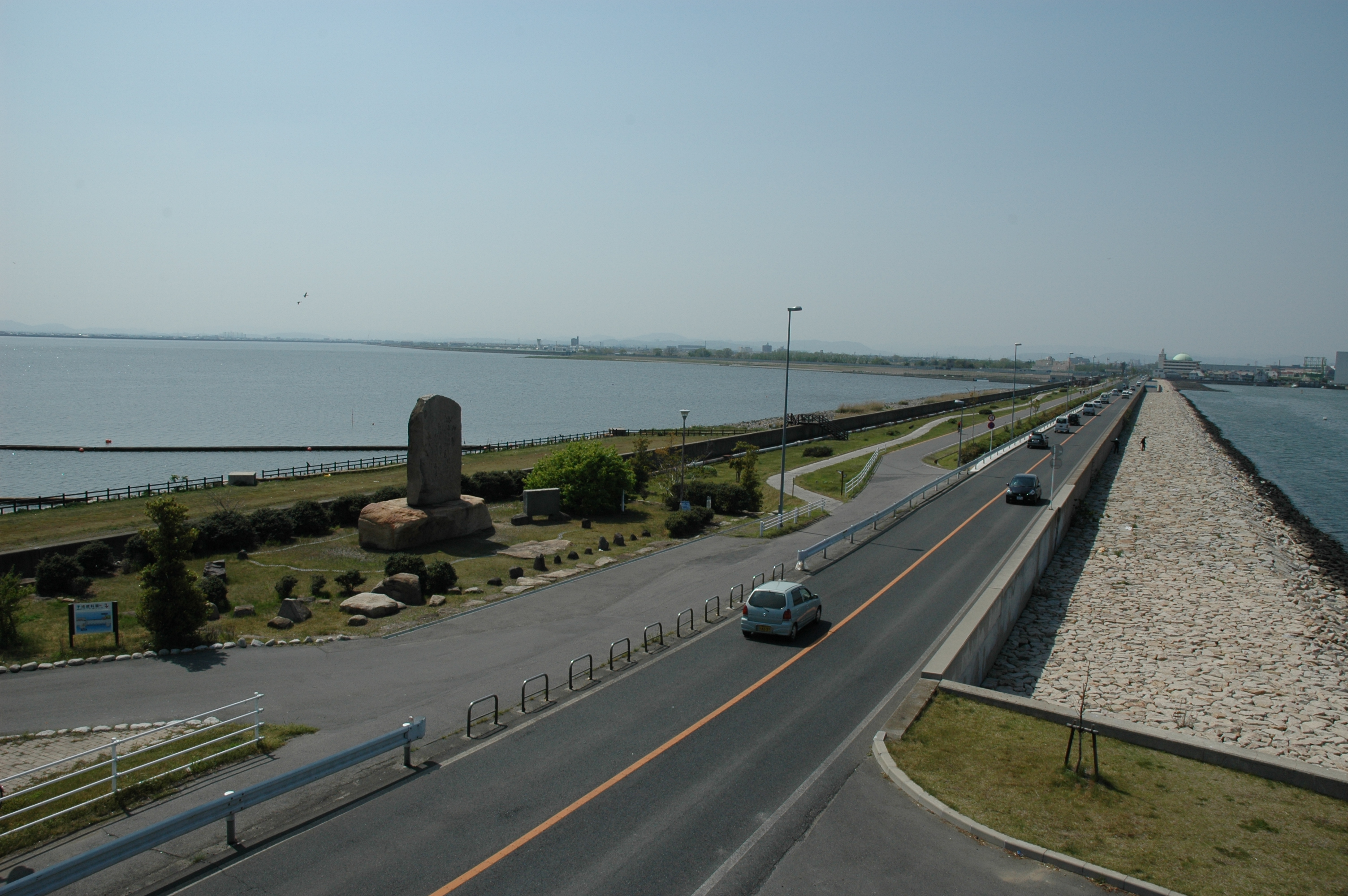
児島湖側（画面左側）に鉄道敷設用地が残る児島湾締切堤防

大元駅
岡山県が事業主体となって1996年度から行った「JR宇野線大元駅付近連続立体交差事業」で、大元駅が高架駅化され駅周辺が再開発されたため、臨港鉄道時代の遺構は失われた。
大元 - 岡南新保 - 岡南泉田間
岡山臨港鉄道から跡地譲渡を受けた岡山市が1994年度に同区間2kmを緑道整備し、歩行者・自転車専用の遊歩道「臨港グリーンアベニュー」となった。岡南新保駅跡地はプラットホームを休憩所に転用。中間地点で都市計画道路下中野平井線（2003年開通）が横切ることになったため、2002年に下中野平井線を乗り越す歩行者用の歩道橋「新保遊歩橋」がかけられた。
岡南新保 - 岡南泉田間の国道2号、国道30号のオーバークロスは現存。線路脇にあった泉田倉庫への貨物列車入れ換え時に、長時間にわたって踏切が閉じるために立体化されたが、完成後まもなく臨港線が廃止され、立体交差だけが残った。泉田倉庫には2006年時点では「岡山臨港鐵道」の文字が残っていたが、現在は「岡山臨港」に書き換えられている。
岡南泉田 - 岡南福田間
岡山市道に転用。一部は岡山電気軌道バス南ふれあいセンター線が運行されている。福田倉庫は現存。
岡南福田 - 並木町 - 岡南元町間
分譲宅地などに転用。
株式会社岡山臨港本社（南岡山駅跡）
102号機械式ディーゼル機関車が保存されている。
岡山港駅付近
8km のキロポストが残っている。

### 国有化計画
開業時の海岸線の名残で大元駅以南で西に大きく迂回している宇野線の短絡線として、岡山臨港鉄道を国有化して児島湾締切堤防を経由する新線を敷設し、四国連絡の優等列車を通す案を国鉄などが検討していた時期があった。児島湾締切堤防西側の児島湖側に鉄道敷設用の用地が残っていて、現在は水道管が通されている。